# 태국 U-20 축구 국가대표팀
태국 U-20 축구 국가대표팀은 태국을 대표하는 20세 이하 축구 국가대표팀이다.

## 국제 대회 경력

### AFC U-20 아시안컵
AFC U-20 아시안컵 본선에는 39번의 대회 중 32번 참가하여 1962년과 1969년 대회에서 우승을 차지했는데 이는 모두 자국에서 열린 대회에서 차지한 우승이었다.

### 아세안 U-19 챔피언십
아세안 U-19 챔피언십에는 18번의 대회 중 17번 참가하여 2002년, 2009년, 2011년, 2015년, 2017년 대회에서 우승컵을 들어올렸고 2010년, 2016년, 2024년 대회에서는 준우승을 차지하면서 호주와 함께 이 대회 최다 우승국으로 기록되어 있다.

## 같이 보기
- 태국 축구 국가대표팀
- 태국 여자 축구 국가대표팀
- 태국 U-23 축구 국가대표팀